# Grans Magatzems Pyrénées
De Grans Magatzems Pyrénées, ook bekend als Pyrénées Andorra, Pyrénées Department Store of gewoon Pyrénées, is een groot warenhuis in Andorra la Vella, in Andorra. Het is gelegen aan de Avinguda de Meritxell op dezelfde locatie waar "Establiments Pyrénées" aanvankelijk werd geopend. Het maakt deel uit van de Pyrénées-groep, een van de belangrijkste ondernemingen in Andorra en wordt beschouwd als "een van de belangrijkste motoren van de economie van het Prinsdom". Het bedrijf was van 1979 tot 2019 lid van de International Association of Department Stores.

## Holding
De groep Pyrénées SA ontstond in de jaren 1930 toen de familie Pérez Establiments Pyrénées opende, waar anno 2023 de Grans Magatzems Pyrénées in Andorra la Vella gevestigd zijn. In die tijd was Andorra la Vella nog geen toeristische bestemming. 
De groep vertegenwoordigt 10% van het bruto binnenlands product  van Andorra en heeft een personeelsbestand van 1.100 werknemers. Het wordt gezien als een van de meest diverse en solide groepen op het grondgebied van Andorra. 
Naast het warenhuis bestaat de groep uit onder meer detailhandels- en groothandelsactiviteiten, automobielbedrijven, logistieke ondernemingen en horeca. 